# Ceylalictus seistanicus
Ceylalictus seistanicus là một loài Hymenoptera trong họ Halictidae. Loài này được Blüthgen mô tả khoa học năm 1934.